# 矢野満明
矢野 満明（やの みつあき、1951年7月16日 - ）は、徳島県出身の日本の電気/電子物理工学・半導体工学者。大阪工業大学名誉教授。工学博士（早稲田大学）。応用物理学会元代議員。日本材料学会半導体エレクトロニクス部門委員会元委員。
専門は、電気/電子物理工学・半導体工学、電気電子材料工学・電子デバイス工学。

## 経歴
1974年早稲田大学理工学部電気工学科卒業。1980年同大学大学院理工学研究科電気工学専攻博士課程修了、工学博士（早稲田大学）。帝人中央研究所研究員などを経て、1987年大阪工業大学工学部に着任。1994年同学部電子工学科（現在の電子情報システム学科）教授。2002年同大学新材料研究センター長。2021年同大学名誉教授。
大阪工業大学工学部で30年以上の長きに渡り教鞭を執り、大阪工業大学電子クラブ2004副会長も務めた。
また、大阪工業大学工学部の電気・電子系学科生向けにクリーンルームを用いたデバイス制作実習教育プログラムの推進に貢献した。
主な所属学会は、電気学会、応用物理学会、日本材料学会、American Vacuum Society、電子情報通信学会。主な受賞は、電気学会電気学術振興賞（進歩賞）2011。
主な著書は、図説 電子デバイス増補改訂版（菅博らとの共著、産業図書2011、学術書）、薄膜作製応用ハンドブック（共著、エヌエスティ出版1995、学術書）、電子デバイス - 物性からICまで（共著、産業図書1997、学術書）。

## 主な研究
- 高効率ディスプレー用透明トランジスタの開発
- 電源・センサ一体型紫外線検出器の開発
- 半導体発光素子の開発
- 薄膜積層構造体の製造方法の開発
- 単結晶シリコン基板上の酸化亜鉛短結晶膜の製造方法及び製造装置ならびに積層構造[9]